# Okroshka

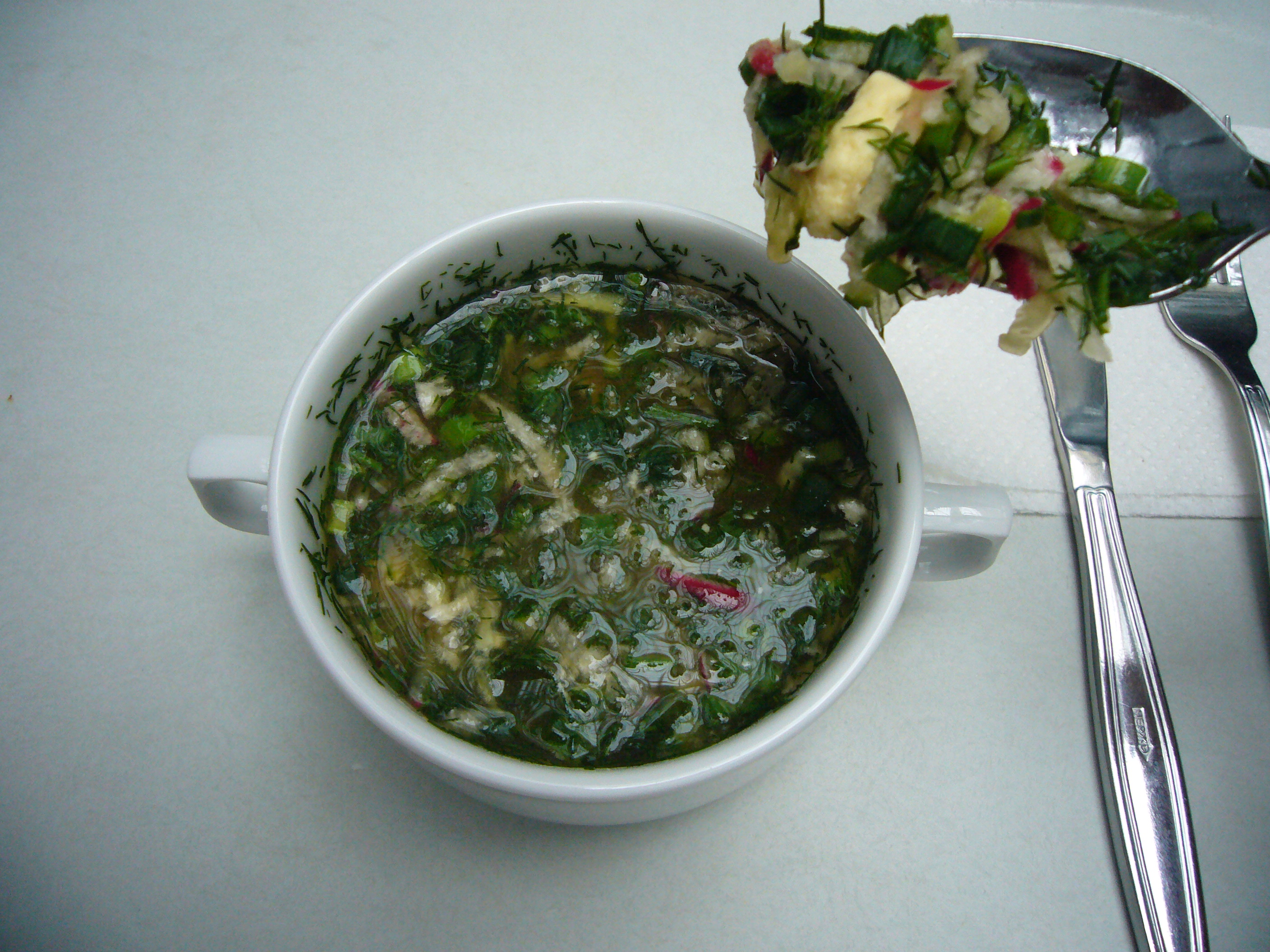
Okroshka elaborado con kvass.

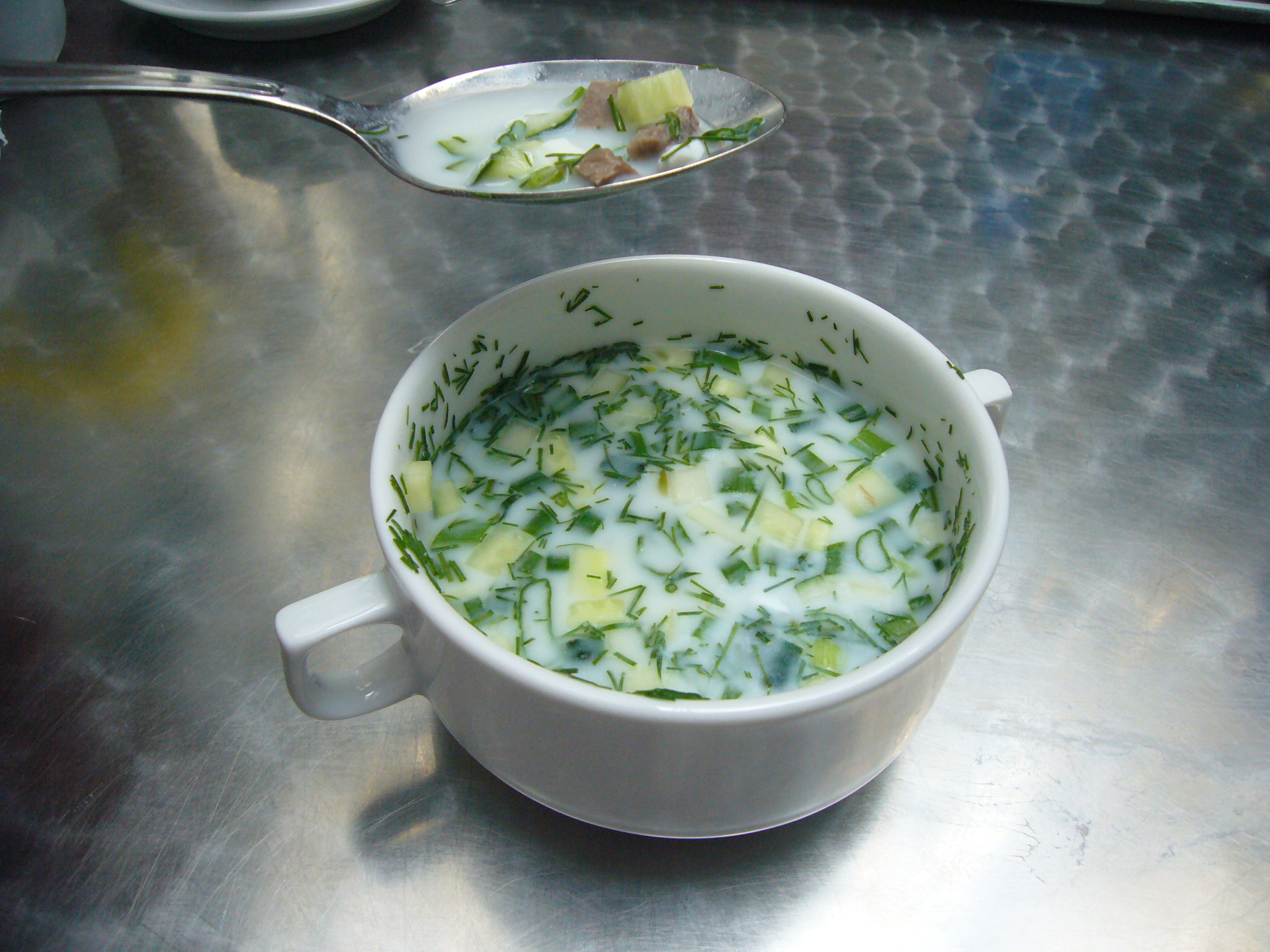
Okroshka elaborado con kéfir.

Okroshka (окрошка) es una sopa fría muy popular en la cocina ucraniana y rusa. El nombre proviene del ruso "kroshit" (крошить) que significa picar en trozos pequeños. La versión clásica de esta sopa consiste en una mezcla de verduras crudas como pepinos, cebollas tiernas, rábano, patatas cocidas, huevo, jamón con la bebida kvas. Es posible reemplazar el kvas con kéfir. La okroshka es considerada una sopa ideal para el verano y se toma para refrescar. La mayoría de la gente prefiere poner sobre la superficie una cucharada de smetana o de mostaza rusa. 

## Características
Los ingredientes para su elaboración son picados finamente en brunoise y son mezclados con el kvas justo antes de ser servidos a la hora de la comida.